# حمام خسرو أغا
حمام خسرو أغا (بالفارسية: حمام خسروآقا) هو حمام تاريخي يعود إلى السلالة الصفوية، ويقع في أصفهان.